# Slovník slovenských nářečí
Slovník slovenských nářečí (slovensky Slovník slovenských nárečí, zkratkou SSN) je vícesvazkový slovník, který shrnuje apelativní slovní zásobu slovenských nářečí. Vychází od roku 1994 ve vydavatelství Věda, zatím (2014) vyšly 2 svazky: v roce 1994 svazek I. A - K a v roce 2006 svazek II. L - P (povzchádzať).

## Vznik
V roce 1980 vyšel krátký Slovník slovenských nárečí: Ukážkový zväzok, který „představil teoreticko-metodologické východiska připravovaného slovenského národního slovníku“ a popsal jeho pramennou základnu. Následně v letech 1981-1987 byla zpracována hesla pro první svazek. Ten byl připraven do tisku již na konci osmdesátých let, po roce 1990 ho však začaly digitalizovat. Při přípravě druhého svazku L - P (povzchádzať) se obměnila část autorského kolektivu. Třetí svazek P (poza) - Š je připravován kolektivem pod vedením vedoucího řešitele Miloslava Smatany a vědecké redaktorky Adriany Ferenčíkové.
Recenzent o tomto díle napsal: ... „úplné vydání bude základním pramenem vědeckého popisu neliterárních útvarů našeho národního jazyka nejen v oblasti domácí slovakistiky, ale stane se východiskem syntetického studia lexika slovanských jazyků v nejširších slavistických dimenzích“.

## Svazky

### 1. svazek
- Slovník slovenských nářečí 1. A - K. 1. vyd. Bratislava: VEDA, 1994. 933 s. ISBN 80-224-0183-8.

Autorský kolektiv (v závorkách jsou uvedena hesla, resp. rozsahy hesel, které napsali jednotliví autoři):
- Ferdinand Buffa (d, ď, dz, dž, krúpa - kundrovať)
- Adriana Ferenčíková (a, č, byť, hlava, kôl - krám)
- Anton Habovštiak (ha - hračka; okrem hlava, kuť - kýže)
- Štefan Lipták (e, f, j, k - kiarovitý, kraniač - krumpľový)
- Oľga Malíková (c, i, hrad - hyžka, kibic - končucha, kunerol - kuštravý)
- Jozef Nižňanský (g, ch, kondál - košútka)
- Ivor Ripka (ba - betlemár)
- Jarmila Šikrová (betúnia - bzunieť; okrem byť, kot - kožúštek)

### 2. svazek
- Slovník slovenských nářečí 2. L - P. 1. vyd. Bratislava: VEDA, 2006. 1065 s. ISBN 80-224-0900-6.

Autorský kolektiv (v závorkách jsou uvedena hesla, resp. rozsahy hesel, které napsali jednotliví autoři):
- Katarína Balleková (ľa - liezť, luča - lyžovať sa)
- Ľubica Dvornická (n)
- Iveta Felixová (pac - pierkové, pľac - pata, ploch - poidúcky, poutínať - povchádzať)
- Adriana Ferenčíková (modla - mýtovník, o - obkružlie)
- Aneta Košková (liferant - lúč)
- Gabriela Múcsková (piesčina - pižúkať, plátať - plodovať)
- Ivor Ripka (mabyť - modesný)
- Miloslav Smatana (obkukať - ôstina, poihrať sa - poutierať)